# سنفياوية
سنفياوية (الاسم العلمي: Epilobieae) هي قبيلة نباتية تتبع فصيلة الأخدرية من رتبة الآسيات.

## أجناس
- سنفية